# Litoria dorsalis
Litoria dorsalis är en groddjursart som beskrevs av Macleay 1878. Litoria dorsalis ingår i släktet Litoria och familjen lövgrodor. IUCN kategoriserar arten globalt som livskraftig. Inga underarter finns listade i Catalogue of Life.